# Исмаилов, Шахин Амир оглы
Шахин Амир оглы Исмаилов (азерб. İsmayilov Şahin Əmir oğlu; род. 7 февраля 1986, Ехегнадзорский район) — государственный и политический деятель. Депутат Милли Меджлиса Азербайджанской Республики V, VI, VII созывов, заместитель председателя комитета молодёжи и спорта.

## Биография
Родился Шахин Исмаилов в 1986 году. Общественную деятельность начал, будучи старшеклассником средней школы. С 2002 по 2004 годы работал председателем ученического комитета средней школы № 84, расположенной в поселке Амирджан Сураханского района города Баку. С 2004 по 2008 годы проходил обучение по специальности французский язык на факультете регионоведения и международных отношений Азербайджанского университета языков. С 2008 по 2010 годы учился в магистратуре по этой специальности. Окончил обе ступени образования с отличием. В 2011 году был принят в программу доктора по социальной психологии Азербайджанского государственного университета.
В 2008 году избран председателем студенческой молодёжной организации Азербайджанской государственного университета. В 2009 году на учредительном съезде Союза студенческих молодёжных организаций Азербайджана был избран председателем Союза. В 2012 году избран членом Совета государственной поддержки неправительственных организаций при Президенте Азербайджанской Республики.
Владеет английским, русским, французским, немецким языками.
С 2006 года наряду с общественной деятельностью занимается политической деятельностью. В том же году был избран заместителем председателя первой территориальной организации АГУ при Насиминской районной организации Партии «Новый Азербайджан». Занимал эту должность до 2011 года.
21 апреля 2011 года вместе с группой молодых людей побывал на приеме у Президента Ильхама Алиева, выступил с рядом предложений по улучшению социального положения и повышению активности студентов. В апреле-июне того же года был членом рабочей группы по подготовке государственной программы «Молодежь Азербайджана в 2011—2015 годах». Распоряжением Президента Ильхама Алиева 23 апреля 2012 года избран членом Совета государственной поддержки неправительственных организаций при Президенте Азербайджанской Республики, а 4 апреля 2013 года — членом Наблюдательного совета Фонда Молодежи при Президенте Азербайджанской Республики.
Был избран депутатом Национального собрания азербайджана V созыва в 2015 году.
На выборах в Национальное собрание Азербайджана VI созыва, которые прошли в 9 февраля 2020 года, баллотировался по Бейлаганскому избирательному округу № 81. По итогам выборов одержал победу и получил мандат депутата Милли Меджлиса Азербайджанской Республики. С 10 марта 2020 года приступил к депутатским обязанностям. Является заместителем председателя комитета молодёжи и спорта.
В 2024 году на парламентских выборах в Азербайджане, которые состоялись 1 сентября, одержал победу в Бейлаганском избирательном округе №83. Официально избран депутатом Милли Меджлиса Азербайджана седьмого созыва, первое заседание которого состоялось 23 сентября 2024 года.
Женат, воспитывает двоих детей.